# ورام ليفي طفلي منتشر
الورام الليفي الطفلي المنتشر هو حالة نادرة تصيب الرضع خلال السنوات الثلاثة الأولى من العمر. تشمل هذه الحالة ارتشاح متعدد المراكز للألياف العضلية مع خلايا ليفية يافعة مشابهة لتلك التي تظهر في الأورام الليفية السفاقية، تظهر على شكل آفات وأورام تقتصر عادةً على عضلات الذراعين والرقبة ومنطقة الكتف. يتميز الورام الليفي الطفلي المنتشر بأورام حميدة سريعة النمو. من المعروف أن هذا الاضطراب ناتج عن طفرات في سلالات الخط الجنسي، بّي دي جي إف آر بي وإن أو تي سي إتش 3، والتي قد تكون موروثة عبر الأجيال من خلال السمات السائدة والمتنحية. رغم تصنيف الورام الليفي الطفلي المنتشر على أنه ورم حميد، قد يؤدي إلى مضاعفات تهدد الحياة وتلف في الأعضاء الأخرى.

## العلامات والأعراض
يمكن أن تختلف شدة الورام الليفي الطفلي. رغم أن الأورام الليفية الطفلية حميدة، قد تنمو ككتل كبيرة وتسبب تلف الأعضاء أثناء توسعها. يمكن ملاحظة بعض العلامات والأعراض الأولية في المرحلة المبكرة من الطفولة (90% من الحالات تُلاحظ عند الأطفال دون سن الثانية). يمكن تصنيف الورام الليفي الطفلي حسب الآفات التي تكون صلبة غير ملساء، والجلد الذي قد يكون أرجوانيًا أو أحمر اللون ويبدو متقرحًا ومتقشرًا.
وفقًا للمنظمة الوطنية للاضطرابات النادرة، يمكن تصنيف الورام الليفي العضلي الطفلي إلى أشكال مختلفة. يُعرف الشكل الأكثر شيوعًا للورام الليفي العضلي الطفلي بالشكل الفرداني. يظهر هذا النمط غالبًا عند الذكور حول مناطق الرأس أو العنق أو الجذع. رغم أن الآفات غالبًا ما تظهر على سطح الجلد، يمكن أن تمتد أيضًا إلى الأنسجة تحت الجلد و/أو الأنسجة العضلية. يُطلق على الشكل الثاني من الورام العضلي الليفي الطفلي الشكل متعدد المراكز دون إصابة الحشوية. يصيب هذا النوع الإناث عادةً، ويتميز بوجود عقيدات متعددة المراكز قد تتشكل على الجلد والأنسجة تحت الجلد و/أو العضلات. يُعرف الشكل الأكثر شدة من الورام العضلي الليفي الطفلي بالشكل متعدد المراكز مع إصابة الحشوية لأنه يشير عادةً إلى إصابة العديد من الأعضاء، وينتشر نمو الآفات على نطاق واسع. يتميز هذا النمط بنمو كتل متعددة على الجلد والعضلات وحتى الأعضاء الداخلية أو البنى الهيكلية مثل العظام والرئة والقلب والقناة الهضمية. في هذا الشكل، قد تظهر مضاعفات تهدد الحياة. 

## العلاج والتدبير
علاج الورام الليفي الطفلي المنتشر فردي ويعتمد على اختيار العلاج الأنسب لنمط الورم وموقعه وحجمه. لا توجد حاليًا إرشادات للعلاج نظرًا لمدى ندرة هذا المرض وتم تحديد العلاج للأفراد المصابين به على أساس كل حالة على حدة. في بعض الأحيان، لا تُعالج هذه الآفات الطفولية على أمل الشفاء التلقائي، ما يعني أن الآفة تلتئم دون أي تدخلات أو علاج.
رغم أن الورم قد ينمو ببطء (أو حتى يتقلص بمرور الوقت) ولا يتطلب أي تدخل، تعد الجراحة الخيار العلاجي المباشر لإزالة الورم ومنع تلف الأعضاء. عندما يتوسع الورم ويكبر في الحجم، يمكن أن يؤدي إلى مضاعفات تهدد الحياة وتلف في الأعضاء، مثل العظام والقلب والرئة.
في الحالات التي تشمل الأعضاء الحيوية أو نمو نحو الأعضاء الحيوية، يوصى بشدة بإجراء الجراحة لتجنب المزيد من المضاعفات وتحسين المآل.
العلاج الآخر هو العلاج الكيميائي، ويوصى به عندما لا تكون الجراحة خيارًا علاجيًا قابلًا للتطبيق. مع ذلك، في دراسة «مراقبة الفائدة السريرية لعقار فينبلاستين في علاج مرضى الورام الليفي العضلي الطفلي: سلسلة من الحالات»، تمت دراسة المعلمات الحركية الدوائية للفينبلاستين (دواء مستخدم في العلاج الكيميائي) لدى أربعة أطفال تتراوح أعمارهم بين 3-3.5 أسابيع بعد إعطاء الجرعة الأولى من فينبلاستين. تشير الدراسة إلى أن تعديل جرعة العلاج الكيميائي للرضع أمر صعب للغاية ويرجع ذلك أساسًا إلى نقص مجموعات بيانات الحرائك الدوائية الخاصة بالعمر، ويلزم إجراء مزيد من الدراسة من أجل وضع إرشادات قائمة على الأدلة لجرعات الرضع.
عولج بعض الأطفال المصابين الذين لا يمكنهم الخضوع إلى الجراحة لأي سبب من الأسباب أو عندما كان النمو سريعًا باستخدام العلاج المركب المؤلف من ميثوتركسيت وفينبلاستين بنجاح.